# 博霍柳博韋
50°24′24″N 34°58′19″E / 50.40667°N 34.97194°E
博霍柳博韋（烏克蘭語：Боголюбове）是位於烏克蘭東北部的村莊，由蘇梅州奥赫蒂尔卡区的特羅斯佳內茨市鎮負責管轄。該村處於沃爾斯克拉河右岸，距離科松卡3.5公里，海拔高度115米，2001年人口122。